# Hemicrepidius
Genre
Hemicrepidius est un genre d'insectes de l'ordre des coléoptères et de la famille des élatéridés.

## Liste des espèces rencontrées en Europe
- Hemicrepidius hirtus (Herbst 1784)
- Hemicrepidius jugicola (Pérez Arcas 1872)
- Hemicrepidius niger (Linnaeus 1758)
- Hemicrepidius tartarus (Candèze 1860)

## Liste des espèces et sous-espèces
Selon NCBI (31 août 2014) :
- Hemicrepidius brevicollis
- Hemicrepidius chinensis
- Hemicrepidius coreanus
- Hemicrepidius desertor
  - sous-espèce Hemicrepidius desertor desertor
- Hemicrepidius guizhouensis
- Hemicrepidius hirtus
- Hemicrepidius memnonius
- Hemicrepidius niger
- Hemicrepidius oblongus
- Hemicrepidius secessus
  - sous-espèce Hemicrepidius secessus hallaensis
  - sous-espèce Hemicrepidius secessus secessus
- Hemicrepidius sinuatus
  - sous-espèce Hemicrepidius sinuatus sinuatus
- Hemicrepidius subcyaneus
- Hemicrepidius variabilis
- Hemicrepidius (Miwacrepidius) sp. HP-2013